# اسلی‌درخت
اسلی‌درخت (به هلندی: Sliedrecht) یک منطقهٔ مسکونی در هلند است که در هلند جنوبی واقع شده‌است. اسلی‌درخت ۴ متر بالاتر از سطح دریا واقع شده‌است.

## خواهرخوانده
شهر اورشتیه خواهرخواندهٔ اسلی‌درخت هست.